# Vincent Defrasne
Vincent Defrasne (Pontarlier, 9 maart 1977) is een Franse biatleet.
Zijn belangrijkste prestatie is de gouden medaille die hij tijdens de Olympische Winterspelen 2006 in Turijn won. Daar versloeg hij op 18 februari 2006 in de 12,5 km achtervolging de grote favoriet Ole Einar Bjørndalen (Noorwegen) in de spurt. De Noor werd kon op zijn specialiteit, het langlaufen het verschil niet maken en ondanks een val van Defrasne in de laatste bocht kwam hij alsnog langszij om het goud weg te kapen.
Als lid van de Franse aflossingsploeg behaalde hij ook twee bronzen medailles bij de Olympische Winterspelen van 2002 in Salt Lake City en 2006 in Turijn. In 2001 won hij ook het wereldkampioenschap aflossing met de Franse ploeg in Pokljuka (Slovenië).
In de wereldbeker biatlon wist hij (tot februari 2006) één wedstrijd te winnen.